# Jacquinot Rocks
Die Jacquinot Rocks sind eine Gruppe aus vom Meer überspülten Rifffelsen vor der Nordwestküste der Trinity-Halbinsel am nördlichen Ende der Antarktischen Halbinsel. Sie liegen auf halbem Weg zwischen den Hombron Rocks und dem Kap Ducorps.
Der Falkland Islands Dependencies Survey kartierte und benannte die Felsen im Jahr 1946. Namensgeber ist Honoré Jacquinot (1815–1887), Chirurg des Forschungsschiffs Zélée bei der Dritten Französischen Antarktisexpedition (1837–1840) unter der Leitung von Jules Dumont d’Urville, der diesen Küstenabschnitt 1838 erkundet hatte.